# Metal Fighter Miku
Metal Fighter Miku (メタルファイター♥MIKU?) è una serie televisiva anime di tredici episodi creata da Daisaku Ogawa, trasmessa per la prima volta da TV Tokyo dal luglio al settembre 1994. La produzione della serie è stata curata dallo studio J.C.Staff, mentre la regia è stata affidata Akiyuki Shinbō.

## Trama
nell'anno 2061 A.D., il Neo Pro-Wrestling, un nuovo tipo di wrestling che permette l'utilizzo di armature ed altri miglioramenti, sta rapidamente diventando popolarissimo. Miku, una giovane studentessa ha creato insieme ad un gruppo di amiche un team di combattimento noto come le Top Four, allo scopo di partecipare ad un torneo di Neo Pro-Wrestling. Tuttavia, la concorrenza è feroce e gli avversari sono pronti a tutto pur di ottenere la vittoria. In questo, le quattro ragazze riescono a convincere un eccentrico allenatore, che in passato aveva allenato la loro eroina, Aquamarine, a lavorare con loro. Con la sua guida, le quattro giovani iniziano la loro scalata nella competizione, affrontando avversari sempre più difficili da battere, e conquistando sempre di più il favore del pubblico.

## Personaggi e doppiatori
- Ai Orikasa: Ginko
- Konami Yoshida: Miku
- Mariko Onodera: Nana
- Michiko Neya: Sayaka
- Hiroshi Naka: Tokichiro Harajuku
- Junichi Sugawara: Kajiwara
- Kiyoyuki Yanada: Eiichi Suou
- Masako Katsuki: Aquamarine
- Naoki Tatsuta: Kouzou Shibano
- Rin Mizuhara: Masayo Harajuku
- Shinichiro Miki: Kinta Marugome

## Colonna sonora
Sigla di apertura
- Kaze ni Naru Made (風になるまで?) di Kayoko Momoda

Sigla di chiusura
- Hitomi wa 1000 Carat (瞳は1000カラット?) di Kayoko Momoda

## Episodi
| Nº | Giapponese 「Kanji」 - Rōmaji | In onda           | In onda |
| Nº | Giapponese 「Kanji」 - Rōmaji | Giapponese        |         |
| 1  | 「みくちゃん 試合に出る プリティーフォーVSデビルシスターズ」 - Miku-chan Shiai ni Deru Pretty Fōr VS Devil Sisters                          | 8 luglio 1994     |         |
| 2  | 「みくちゃん 練習する プリティーフォーVSクラッシャーズ」 - Miku-chan Renshū Suru Pretty Fōr VS Crushers                                     | 15 luglio 1994    |         |
| 3  | 「みくちゃん 特訓する プリティーフォーVSくの一軍団」 - Miku-chan Tokkun Suru Pretty Fōr VS Ichigun Dan                                      | 22 luglio 1994    |         |
| 4  | 「みくちゃん 疑われる プリティーフォーVSマスカーズ」 - Miku-chan Utagawareru Pretty Fōr VS Maskers                                          | 29 luglio 1994    |         |
| 5  | 「みくちゃん ニワトリになる プリティーフォーVS花鳥風月」 - Miku-chan Niwatori ni Naru Pretty Fōr vs Kachō Fūgetsu                           | 5 agosto 1994     |         |
| 6  | 「みくちゃん ドキドキしちゃう(ハート) 月光のジュエリーズVSアマゾネス」 - Miku-chan Dokidoki Shichau (heart) Gekkō no Jewelries VS Amazoness | 12 agosto 1994    |         |
| 7  | 「みくちゃん告白する プリティーフォーVS星狼組」 - Miku-chan Kokuhaku Suru Pretty Fōr VS Hoshi Ookami-gumi                                   | 19 agosto 1994    |         |
| 8  | 「みくちゃん 歌姫になる」 - Miku-chan Utahime ni Naru                                                                                       | 26 agosto 1994    |         |
| 9  | 「みくちゃん 決勝戦に出る プリティーフォーVS月光のジュエリーズ」 - Miku-chan Kesshōsen ni Deru Pretty Fōr VS Gekkō no Jewelries             | 2 settembre 1994  |         |
| 10 | 「みくちゃん 戦争する プリティーみくVSおじいさん」 - Miku-chan Sensō Suru Pretty Miku VS Ojiisan                                            | 9 settembre 1994  |         |
| 11 | 「みくちゃん 空を飛ぶ プリティーフォーVSサファイア」 - Miku-chan Sora wo Tobu Pretty Fōr VS Sapphire                                        | 16 settembre 1994 |         |
| 12 | 「みくちゃん 逃亡する みくちゃんVS周防英一くん」 - Miku-chan Tōbō Suru Miku-chan VS Suō Eiichi-kun                                          | 23 settembre 1994 |         |
| 13 | 「みくちゃん 星になる プリティーみくVSアクアマリン」 - Miku-chan Hoshi ni Naru Pretty Miku VS Aquamarine                                    | 30 settembre 1994 |         |